# Trevor Bolder
Trevor Bolder (Kingston upon Hull, 9 juni 1950 – 21 mei 2013) was een Brits bassist, zanger en muziekproducent. Zijn belangrijkste bijdragen waren aan de loopbaan van David Bowie en Uriah Heep
Vanaf midden jaren 60 van de 20e eeuw begon hij in allerlei bandjes te spelen. Een van de eerste muziekgroepen waarin hij speelde was The Rats, waarin ook een beginnende Mick Ronson speelde. In 1971 verving hij Tony Visconti in de begeleidingsband The Spiders from Mars van Bowie. Hij toerde met Bowie en speelde op albums van Bowie van begin ’70. In 1976 stapte Bolder in een volgend avontuur. John Wetton had Uriah Heep na twee albums verlaten en Bolder stapte in. Na een aantal album viel die band vanwege teruglopend succes uit elkaar. Een nieuwe versie van die band kon niet beginnen zonder de gitarist Mick Box, eigenaar van de merknaam Uriah Heep. Bolder had een kortstondig avontuur binnen Wishbone Ash (1982), alwaar hij alweer de opvolger was van Wetton. In 1983 kwam Uriah Heep weer van de grond en speelde Bolder vanaf dan mee en produceerde af en toe.
Begin 2013 kwam het bericht dat Bolder leed aan alvleesklierkanker. Hij stapte uit Uriah Heep om te herstellen en werd vervangen door John Jowitt. Operaties en kuren mochten niet baten, hij overleed op 21 mei 2013.

## Discografie

### met David Bowie
- Hunky Dory (1971)
- The Rise and Fall of Ziggy Stardust and the Spiders from Mars (1972)
- Aladdin Sane (1973)
- Pin Ups (1973)
- Ziggy Stardust - The Motion Picture (opgenomen 1973, uitgegeven 1983)
- Santa Monica '72 (opgenomen 1972, uitgegeven 1994)

### met Cybernauts
- Cybernauts Live

### met Dana Gillespie
- Weren't Born a Man

### met Ken Hensley
(Ken Hensley was de originele toetsenist van Uriah Heep)
- Free Spirit (1980)
- From Time to Time (1994)

### met Mick Ronson
- Slaughter on 10th Avenue (1974)
- Play Don't Worry (1975)
- Main Man
- Memorial Concert

### met The Spiders from Mars
- Spiders From Mars (1976)

### met Uriah Heep
- Firefly  (1977)
- Innocent victim  (1977)
- Fallen angel (1978)
- Conquest  (1980)
- Equator  (1985)
- Live in Europe 1979 (1986) – recorded 1979
- Live in Moscow (live, 1988)
- Raging silence  (1989)
- Different world  (1991)
- Sea of light  (1995)
- Spellbinder (live, 1996)
- Sonic origami  (1998)
- Future echoes of the past  (live, 2000)
- Acoustically driven  (live, 2001)
- Electrically driven  (live, 2001)
- The magician's birthday party  (live, 2002)
- Live in the USA  (2003)
- Magic Night  (live, 2004)
- Wake the Sleeper  (2008)
- Celebration  (2009)
- Into the wild  (2011)

### met Wishbone Ash
- Twin Barrels Burning (1982)

- Gemeinsame Normdatei: 134332873
- International Standard Name Identifier: 0000 0001 1936 6158
- Library of Congress Control Number: no2001007692
- MusicBrainz: 64c596f6-45a1-4834-8cff-25eddff998a3
- Nationale Bibliotheek van Tsjechië: xx0071770
- Virtual International Authority File: 79580902
- WorldCat: E39PBJbWr3FBbTRwGC9HqXbw4q